# 村上由規乃
村上 由規乃（むらかみ ゆきの、1994年5月8日 - ）は、日本の女優。山口県出身。
株式会社マイターン・エンターテイメント所属。

## 経歴
京都造形芸術大学（現・京都芸術大学）映画学科 卒。大学在学中に、映画「赤い玉、」のヒロインオーディションに合格。同作で「キネマ旬報ベストテン」の新人女優賞第7位に選出される。

## 人物
- 趣味 - ギター[1]

## 出演
（出典：）

### 映画
- 赤い玉、（2015年9月12日） - 北小路律子 役
- サイケデリックノリコ（2015年） - 主演
- たおやかに死んでいる（2017年）
- 菊とギロチン（2018年7月7日） - 女郎 役
- クマ・エロヒーム（2018年12月22日） - 主演 エマ 役
- いいことでありますように（2018年） - 主演
- 雪子さんの足音（2019年5月18日） - 理江 役
- オーファンズ・ブルース（2019年5月31日） - 主演
- ロストベイベーロスト（2020年9月12日） - ヒロイン凛子 役
- 朝の夢（2020年）
- 新青春（2020年 徳島国際映画祭2020中止につきオンライン公開） - 朝倉春香 役
- これが星の歩きかた（2020年）
- 街の上で（2021年4月9日） - ラーメンの女 役
- 愛のくだらない（2021年8月27日） - 金井栞 役
- MADE IN YAMATO 短編オムニバス あの日、この日、その日（2022年5月28日） - 主演
- にわのすなば GARDEN SANDBOX（2022年12月10日） - ヨシノ 役
- 逃避(仮題)（2023年公開予定） - 主演
- オクトーバー(仮題)（2023年公開予定） - 主演
- うってつけの日（2023年公開予定） - 主演
- 走れない人の走り方（2024年4月26日）[4]
- 思い立っても凶日（2024年6月15日） - 横山未生 役[5][6]
- オーガスト・マイ・ヘヴン（2025年2月1日） - 主演 城野譲 役[7]

### ドラマ
- 悪党 第4話（2019年）

### その他
- 2022年ぴあフィルムフェスティバル セレクションメンバー 予備審査員